# Elektronické podvádění
Elektronické podvádění je podvádění ve vyučování prostřednictvím informačních a komunikačních technologií (ICT). Elektronické podvádění lze chápat jako druh akademického podvádění, jež je stále problematickým, diskutovaným a řešeným tématem dnešních škol.

## Akademické podvádění
Akademické podvádění je dle Mareše chování, kterým žák nebo student:
- porušuje daná školní pravidla
- získává pro sebe neoprávněné výhody
- snižuje spolehlivost hodnocení svého výkonu

Zahraniční zdroje používají v souvislosti s akademickým podváděním pojem 
"academic dishonesty", jako nečestného jednání ve škole. Podvádění může být iniciativou jak jednoho jedince, tak i skupiny žáků či studentů, zde mluvíme o skupinovém (kolektivním) podvádění, kde jde o spolčení více jedinců za účelem podvádění. Na podvádění lze pohlížet ze dvou úhlů – z pohledu školy a vyučujících, kteří jsou podváděni anebo z pohledu podvádějících studentů, přičemž se tyto dva pohledy značně liší. Na straně studentů je akademické podvádění vnímáno jako běžný jev, o kterém se ví a které je samotnými studenty tolerováno, přestože je chápáno jako porušení pravidel. Dá se tedy říci, že určitým způsobem patří ke studentské kultuře. Z výzkumů (např.) vyplývá také to, že většina studentů je přesvědčena o tom, že ostatní studenti podvádějí více než oni. Odlišný pohled je na straně škol a učitelů, kde je jednoznačná snaha podvádění předcházet, bojovat s ním a prezentovat ho jako nežádoucí jev, který může být potrestán. V zahraničních zdrojích se v tomto smyslu mluví o dosahování a udržování akademické čestnosti (academic integrity).

## Specifika elektronického podvádění
Elektronické podvádění se vymezuje jako podvádění ve vyučování prostřednictvím informačních a komunikačních technologií (ICT). Analogickými anglickými pojmy jsou e-cheating či cyber-cheating. Elektronické podvádění úzce souvisí s rozvojem informačních a komunikačních technologií a s  jejich rostoucím uplatňováním nejen v oblasti vzdělávání. Svým způsobem se dá chápat jako výsledek „tvořivého“ využívání těchto technologií pro účely podvádění ve vyučování. Je třeba říci, že pojem vyučování je v současné době možné chápat nejen ve významu tradičního vyučování, které se uskutečňuje v reálné třídě, ale i ve významu vyučování, které probíhá právě prostřednictvím ICT. Některé formy elektronického podvádění lze tedy uplatňovat na dálku, přičemž tento fakt vnímané fyzické vzdálenosti mezi podvádějícím a vyučujícím či školou hraje významnou roli. Specifikem elektronického podvádění je dále to, že existující technologie umožňují i podvádění skupinové bez potřeby reálného kontaktu. Elektronické podvádění se nejčastěji týká generace, která má o ICT obecně dobrý přehled a je zběhlá v jejich používání, čímž je často ve výhodě oproti vyučujícím (tzv. net generation,). Navíc nejjednodušší formy elektronického podvádění vyžadují jen minimální úroveň dovedností v práci s ICT. S tím jak se vyvíjí možnosti podvádění, jsou nutné i nové způsoby boje proti němu na straně škol a vyučujících, přičemž výhodou pro druhou stranu je to, že v tomto boji lze využít jako zbraň také ICT. 

## Formy elektronického podvádění
Na základě Marešova rozlišení můžeme vymezit tři formy elektronického podvádění:
1. různé formy napovídání – zde může jít o opisování z cizího počítače, kopírování obrazovky, napovídání při zkoušení či testu prostřednictvím smsek, minivysílaček, fotoaparátu v mobilu nebo handsfree.
2. práce s nepovolenými materiály nebo nedovolený způsob práce s nimi – sem patří různé formy elektronických taháků (na mp3,  flashdisku, CD, jako stažené soubory z internetu, naskenované materiály), dále nedovolené používání elektronických překladačů nebo speciálních kalkulaček, plagiátorství, Paper Mills nebo Cut and Paste.
3. ovlivnění průběhu zkoušení a hodnocení – zde lze využít zástup nebo konzultanta při zkoušení, internetové diskuse nebo použití spywaru a crackingu k neoprávněnému získání materiálů či klíčů k testům.

(volně a zkráceně dle Mareš)

### Plagiátorství
Plagiátorství lze definovat jako „opisování, přebírání a publikování cizích myšlenek či výsledků výzkumu a jejich vydávání za své bez uvedení původního zdroje“. Plagiátorstvím dochází jednak k porušení autorských práv a na úrovni školy pak k přestupku proti akademické a citační etice a vnitřnímu řádu školy. Ellen Laird přirovnává výstižně plagiátorství k jídlu z fast foodu – „rychlé, levné, lákavé a nebezpečné vůči zdraví školy“. Vyvarovat se plagiátorství vyžaduje správně citovat či parafrázovat s odkazem na původní zdroje. Rozlišujeme plagiátorství neúmyslné, u kterého není záměr podvádět, a příčinou je buď neznalost jak správně citovat, nedůslednost či přesvědčení, že jde o obecně známé myšlenky. Příčinou může být i to, že pisatel zapomene, odkud danou myšlenku čerpal a považuje ji mylně za svou vlastní. U úmyslného plagiátorství si pisatel naopak uvědomuje nečestnost svého jednání a fakt, že jde o krádež myšlenek, spoléhá ale, že se na podvod nepřijde včas.

## Detekce elektronického podvádění
Zjišťování a odhalování elektronického podvádění vyžaduje aktivní a pozorný přístup vyučujícího, který má zájem na tom, aby k podvádění docházelo co nejméně často. Podle některých je výhodou, že podvádění elektronickou cestou lze oproti tradičnímu podvádění snadněji dohledat a dokázat. Možnosti detekce podvádění jsou v zásadě na dvou úrovních – bez a s využitím technologie. Na první úrovni provádí detekci samotný vyučující. Při odhalování plagiátů jde o sledování charakteristik odevzdaného textu (např. styl, slovní zásoba, obsah, formální úprava) a jeho odlišnost a nezvyklost oproti předchozím pracím studenta. Indikátorem plagiátu může být například nápadně odborný styl a použité termíny, nekonzistentnost jednotlivých částí textu nebo střídání různých formátů. V seznamu zdrojů se mohou vyskytovat zdroje, které jsou nedostupné, nebo je nepravděpodobné se k nim dostat, citováno je odlišně od běžné normy. Detekce podvádění během zkoušení pak vyžaduje pozornost vyučujícího k chování studentů během zkoušky, pozornost k použitým pomůckám a zaznamenávání nápadných nebo nekorektních projevů. V druhé úrovni detekce s využitím technologie jde o porovnávání odevzdaného materiálu s materiály dostupnými na internetu, použít při tom lze buď existující internetové vyhledávače, bibliografické databáze nebo specializovaný software pro odhalování plagiátorství. Při zkoušení na PC se dá použít spyware, který monitoruje aktivitu na jednotlivých počítačích studentů. 

## Faktory podporující elektronické podvádění
Elektronické podvádění nelze odtrhnout od podmínek, ve kterých se odehrává a od aktérů, kterých se týká. Dle Mareše je podvádění ve škole ovlivněno nejen zvláštnostmi podvádějících jedinců, ale i školním kontextem zahrnujícím vyučujícího, podmínky vyučování, klima třídy a celé školy. To lze vztáhnout i na vyučování, které se neodehrává ve skutečné třídě. Faktory podporující podvádění tedy jsou (modifikováno dle): 
1. na straně studentů
- ročník – nejvíce na SŠ a VŠ (názory se liší)
- nízká úspěšnost ve studiu
- převaha povrchního učení
- malá motivovanost
- snaha vyhnout se neúspěchu
- orientace na známky
- přesvědčení, že ostatní také podvádějí
- předchozí dobré zkušenosti s podváděním
- stěžejní zájmy ležící mimo školu

2. na straně školy, vyučujícího, učiva a podmínek vyučování
- velikost školy, mnoho studentů, anonymita prostředí
- náročnost studia, vysoké nároky, důraz na faktografii
- donucování, dogmatický přístup vyučujícího
- malá schopnost vyučujícího podat učivo srozumitelně, zajímavě
- přeceňování předmětu vyučujícím
- nedůslednost vyučujícího, nezájem o studenty, malé zkušenosti s ICT
- příležitost k podvádění, nedostatečné postihování podvodů

## Prevence elektronického podvádění
Některé výše uvedené faktory naznačují možné směry boje s podváděním a to zejména cestou prevence, která bývá účinnější a snadnější než zacházení s již vzniklými podvody. Stěžejní částí prevence by mělo být obeznámení studentů s pravidly dané školy a možnostmi sankcí při jejich porušení, tedy dát studentům jasně najevo, že případné podvádění nebude ignorováno a tolerováno. S tím by měla ale být spojena i edukace studentů v tématech plagiátorství a autorského práva a především učení a nácvik správného zacházení s prameny. Další důležitý pilíř je v důkladné přípravě materiálů, testů a zadání. Preferována by měla být taková zadání, která snižují pravděpodobnost podvádění, konkrétně upřednostňovat volné odpovědi před volbou možností, úlohy podněcující tvořivost a vlastní pohled spíše než produkování již známých faktů, připravit více variant testů, nezadávat příliš obtížné či příliš snadné testy. S přípravou materiálu souvisí i jejich důkladné zabezpečení. Vyučující by měl dbát na to, aby se k připraveným materiálům a klíčům studenti nedostali předem, nejlépe materiály uchovávat až do konání testu offline. Dají se použít i tzv. pasti, tedy relativně snadno dostupné fiktivní testy odlišné od testu, který bude předložen. U zkoušení na PC je důležitá identifikace neznámých studentů před zkouškou, aby se zamezilo zástupu. Online zkoušení se doporučuje využívat jen tam, kde z něj nevyplývá zásadní hodnocení studenta nebo jiné důležité rozhodnutí.